# Rio Azul (Goioerê)
Der Rio Azul ist ein etwa 28 km langer rechter Nebenfluss des Rio Goioerê im Westen des brasilianischen Bundesstaats Paraná.

## Etymologie
Der portugiesische Name Rio Azul bedeutet auf Deutsch Blauer Fluss.

## Geografie

### Lage
Das Einzugsgebiet des Rio Azul befindet sich auf dem Terceiro Planalto Paranaense (Dritte oder Guarapuava-Hochebene von Paraná).

### Verlauf
Sein Quellgebiet liegt im Norden des Munizips Alto Piquiri bei der Ortschaft Saltinho do Oeste. Es ist auf 400 m Meereshöhe etwa 5 km südlich der Stadt Perobal.
Der Fluss beschreibt zunächst einen nach Osten gerichteten etwa 10 km langen Halbkreis, der innerhalb des Munizipgebiets von Perobal verläuft. Dann wendet er sich nach Süden und wird bis zu seiner Mündung zum Grenzfluss zwischen den beiden Munizipien Alto Piquiri und Perobal. Er mündet auf 316 m Höhe von rechts in den Rio Goioerê. Er ist etwa 28 km lang.

### Munizipien im Einzugsgebiet
Am Rio Azul liegen die zwei Munizipien Alto Piquiri und Perobal.